# Замотаев, Дмитрий Геннадьевич
Дмитрий Геннадьевич Замотаев (укр. Дмитро́ Генна́дійович Замота́єв; род. 4 апреля 1995) — украинский боксёр, представитель наилегчайшей весовой категории. Выступает за сборную Украины по боксу, мастер спорта Украины международного класса, бронзовый призёр чемпионата мира (2015), бронзовый призёр Европейских игр (2015), двукратный бронзовый призёр чемпионата Европы (2017, 2022), многократный победитель и призёр турниров международного значения в любителях.

## Любительская карьера
Воспитанник запорожского бокса. Тренер: Трюхин Александр. Бронзовый призёр чемпионата мира среди юниоров (2011 год), чемпион Европы по боксу среди молодежи (2013 год).
В 2015 году завоевал бронзовые медали на Европейских играх и чемпионате мира.
В 2017 и 2022 годах завоевывал бронзу на чемпионате Европы.